# Le Saut du berger
Le Saut du berger est une nouvelle de Guy de Maupassant, parue en 1882.

## Historique
Le Saut de berger est initialement publiée dans la revue Gil Blas du 9 mars 1882, sous le pseudonyme de Maufrigneuse, puis dans le recueil posthume Le Père Milon en 1899.  
L'anecdote de cette nouvelle est reprise et intégrée à l'intrigue du roman Une vie (1883) de Maupassant.

## Résumé
Le narrateur passe l’été sur la côte normande dans un village logé dans l'échancrure d'une falaise entre Dieppe et Le Havre. L’endroit s’appelle «Le Saut du berger».
Autrefois, le village était gouverné par un prêtre austère et violent. Inflexible avec lui-même, intolérant avec ses ouailles, Il détestait par-dessus tout ce qui se rapportait à l’amour physique et faisait des sermons menaçant contre le péché de chair. Il était même allé jusqu’à massacrer à coup de talon, une chienne qui mettait bas.
Un soir d’orage, ne pouvant regagner son domicile à cause des éléments déchainés, il avait cherché refuge dans une sorte de cabane en bois, montée sur roues, qui sert habituellement de refuge aux bergers. En entrant, il aperçoit un couple d’amoureux enlacé, il ressort aussitôt et pousse la cabane dans la descente. Les malheureux vont s’écraser au bas de la falaise.
Le dimanche suivant, le prêtre qui avait refusé l’entrée de l’église aux défunts, est arrêté par les gendarmes : un douanier avait vu la scène. Il a été condamné aux travaux forcés.

## Édition française
- Le Saut du berger, dans Maupassant, Contes et Nouvelles, texte établi et annoté par Louis Forestier, Bibliothèque de la Pléiade, éditions Gallimard, 1974  (ISBN 978 2 07 010805 3).
- Maupassant, Toine et autres contes normands, texte établi et annoté par Anne Princen, éditions Flammarion, 2015  (ISBN 978-2-0813-5315-2)